# آبشار باساسیچیک
آبشار باساسیچیک (به اسپانیایی: Cascada de Basaseachi) آبشاری است که در کشور مکزیک واقع شده‌است و بلندترین ریزشگاه آن ۲۴۶ متر ارتفاع دارد. حوضهٔ آبریز این آبشار، رود ریو کاندامنیا است.